# Kufstein
Kufstein este un oraș istoric din Tirol, Austria, cu o populație de 16.572 de locuitori.

## Istorie
Kufstein este locuit de mii de ani, cum arată și urmele din caverna Tischofer în Kaisertal.
Orașul a fost întotdeauna obiect de dispută teritorială între Bavaria, Tirol, Habsburg și Austria.
Kufstein este cel mai mare oraș din județul Kufstein și al doilea cel mai mare oraș (după Innsbruck) în landul Tirol.